# Liste des as de la Première Guerre mondiale
Le sujet de cet article est la liste des as de l'aviation de la Première Guerre mondiale. Pour les autres conflits, se référer à la liste d'as de l'aviation.
Alors que le public s'émerveille des prouesses des pionniers de l'aviation, cette admiration se transforme lors de la Grande Guerre. Les as sont auréolés d'exploits qui reviennent sans cesse à travers deux métaphores : celle du « chevalier du ciel » domptant sa monture (avec toutes les valeurs associées à l'esprit chevaleresque : honneur, respect de l'adversaire, codes) et celle de la chasse, le plus aristocratique des sports. Cette image permet d'entretenir l'imaginaire d'une guerre "civilisée" malgré la violence des affrontements.
La Première Guerre mondiale marque le début de l'expérience historique qui montre qu'environ cinq pour cent des pilotes de combat sont à l'origine de la majorité des victoires aériennes dans les guerres, ce qui montre l'importance des as de l'aviation. Le titre d'as de guerre est développé en France à partir de 1916 par la presse pour désigner les aviateurs qui ont abattu cinq appareils ennemis ou davantage.
Chaque pays dispose de ses propres règles pour déterminer le nombre de victoires aériennes des pilotes, ce qui ne simplifie pas les comparaisons.

## Empires centraux

### As allemands
Les Allemands sont les premiers à mettre en évidence leurs meilleurs pilotes de chasse, à la fin de l'année 1915. Le terme de "Kanone" est parfois employé en Allemagne pour désigner les hommes ayant abattu quatre appareils ou davantage.

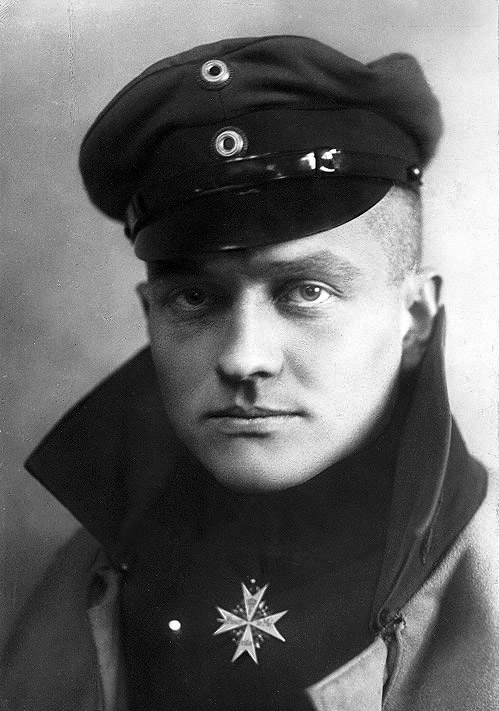
Manfred von Richthofen, dit le « Baron rouge ». Son palmarès est l'un des plus fournis de la Grande Guerre, avec celui de René Fonck.

 La liste suivante ne reprend que les vingt meilleurs as allemands de la liste complète.
| Nom du pilote               | Victoires | Remarques | Sources |
| --------------------------- | --------- | --- | ------- |
| Manfred von Richthofen†     | 80        | Connu sous le nom de « Baron Rouge » ou « Diable Rouge », tué le 21 avril 1918                                       | [ 6 ]   |
| Ernst Udet                  | 62        | Il se suicide le 17 novembre 1941                                                                                    | [ 6 ]   |
| Erich Löwenhardt†           | 54        | Tué le 10 août 1918                                                                                                  | [ 6 ]   |
| Josef Jacobs                | 48        | Surnommé le « Diable Noir » par les Anglais                                                                          | [ 6 ]   |
| Werner Voss†                | 48        | Tué le 23 septembre 1917                                                                                             | [ 6 ]   |
| Fritz Rumey†                | 45        | Tué le 27 septembre 1918                                                                                             | [ 7 ]   |
| Rudolf Berthold             | 44        | Surnommé « L'Aigle d'Acier », il remporte 16 victoires après avoir perdu l'usage d'une main                          | [ 8 ]   |
| Bruno Loerzer               | 44        | | [ 9 ]   |
| Paul Bäumer                 | 43        | Mort dans un accident d'avion à Copenhague en 1927                                                                   | [ 10 ]  |
| Oswald Boelcke†             | 40        | Tué le 28 octobre 1916. Il formule les premiers principes du combat aérien, plus connus sous le nom de Dicta Boelcke | [ 11 ]  |
| Franz Büchner               | 40        | | [ 12 ]  |
| Lothar von Richthofen       | 40        | Frère du « Baron Rouge »                                                                                             | [ 6 ]   |
| Heinrich Gontermann†        | 39        | Tué le 30 octobre 1917                                                                                               | [ 13 ]  |
| Carl Menckhoff              | 39        | Fait prisonnier le 28 juillet 1918                                                                                   | [ 6 ]   |
| Karl Bolle                  | 36        | | [ 6 ]   |
| Julius Buckler (en)         | 36        | | [ 6 ]   |
| Max Ritter von Müller (en)† | 36        | Tué le 9 janvier 1918                                                                                                | [ 14 ]  |
| Gustav Dörr (en)            | 35        | | [ 6 ]   |
| Otto Könnecke               | 35        | | [ 6 ]   |

### As austro-hongrois
La liste suivante ne reprend que les dix meilleurs as austro-hongrois de la liste complète.
| Nom du pilote                                      | Victoires | Lieu de naissance                 | État d'origine                                         | Remarques                                                           |
| -------------------------------------------------- | --------- | --------------------------------- | ------------------------------------------------------ | ------------------------------------------------------------------- |
| Godwin Brumowski                                   | 35        | Wadowice                          | Royaume de Galicie et de Lodomérie (actuelle Pologne)  | As austro-hongrois le plus performant de la guerre,                 |
| Julius Arigi                                       | 32        | Děčín                             | Royaume de Bohême (actuelle République tchèque)        | As le plus performant de l'actuelle République tchèque,             |
| Benno Fiala von Fernbrugg                          | 28        | Vienne                            | Basse-Autriche (actuelle Autriche)                     | As le plus performant de l'actuelle Autriche,.                      |
| Frank Linke-Crawford†                              | 27        | Cracovie                          | Royaume de Galicie et de Lodomérie (actuelle Pologne), | Tué le 30 juin 1918                                                 |
| József Kiss alias József Kiss de Elemér et Ittebe† | 19        | Pozsony (actuellement Bratislava) | Royaume de Hongrie (actuelle Slovaquie)                | As le plus performant de l'actuelle Slovaquie,. Tué le 24 mai 1918. |
| Franz Gräser (en) alias Ferenc Gräser†             | 18        | Nyírmada                          | Royaume de Hongrie (actuelle Hongrie),                 | Tué le 17 mai 1918                                                  |
| Eugen Bönsch                                       | 16        | Velká Úpa (cs)                    | Royaume de Bohême (actuelle République tchèque),       |                                                                     |
| Stefan Fejes alias István Fejes                    | 16        | Győr                              | Royaume de Hongrie(actuelle Hongrie),                  |                                                                     |
| Ernst Strohschneider (en)†                         | 15        | Ústí nad Labem                    | Royaume de Bohême (actuelle République tchèque),       | Tué le 21 mars 1918                                                 |
| Adolf Heyrowsky                                    | 12        | Murau                             | Duché de Styrie (actuelle Autriche),                   |                                                                     |

## Pays de l'Entente - Alliés

### As français

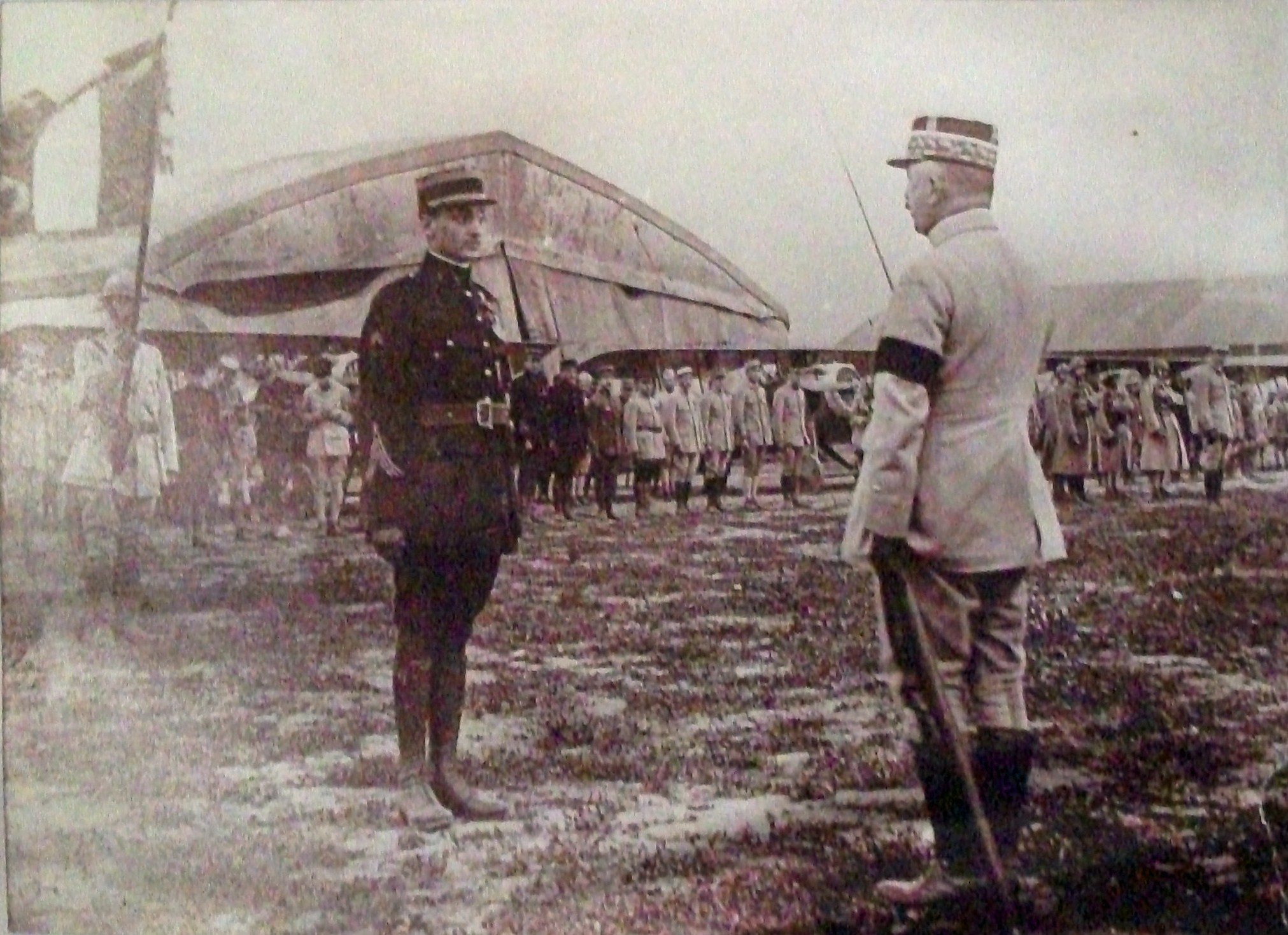
Guynemer décoré par le général Franchey d'Esperey en 1917.

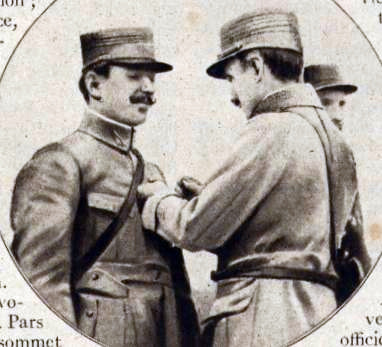
Adolphe Pégoud le premier as français recevant la croix de guerre.
Lectures pour tous, 1 mars 1917.

L'aviation française a compté 175 as de nationalité française dans ses rangs pendant la Grande Guerre, plus quelques pilotes américains (6), russes (2) ainsi qu'un Suisse ayant servi dans ses escadrilles et atteint le rang d'as. Sur les 175 as français, 33 sont morts au combat pendant la guerre (+7 par accident) et 23 ont été tués après la guerre dans des accidents d'avion, plus un autre mort au combat durant la Seconde Guerre mondiale. Ces hommes qui représentent de 2 à 3 % des pilotes de chasse formés en France ont totalisé 1 322 victoires homologuées sur un total général homologué de 2 817. Le système d'homologation de victoire français est le plus strict de tous les belligérants. Il nécessitait soit que l'appareil ait été abattu dans les lignes françaises, soit qu'il soit tombé dans les lignes ennemies mais avec le témoignage de plusieurs témoins étrangers à la troupe victorieuse. Ceci explique la différence importante entre les victoires homologuées et les victoires probables, notamment chez les pilotes comme Fonck, Guynemer, Madon ou Dorme.
La liste suivante ne reprend que les vingt meilleurs as français de la liste complète.
| Nom du pilote            | Victoires | Remarques                                 | Sources |
| René Fonck               | 75        |                                           | [ 45 ]  |
| Georges Guynemer†        | 53        | Tué le 11 septembre 1917                  | [ 46 ]  |
| Charles Nungesser        | 43        | Disparu avec l'Oiseau blanc le 8 mai 1927 | [ 47 ]  |
| Georges Madon            | 41        |                                           | [ 48 ]  |
| Maurice Boyau†           | 35        | Tué le 16 septembre 1918                  | [ 49 ]  |
| Michel Coiffard†         | 34        | Mort de ses blessures le 29 octobre 1918  | [ 50 ]  |
| Léon Bourjade            | 28        |                                           | [ 51 ]  |
| Amand Pinsard            | 27        |                                           | [ 52 ]  |
| René Dorme†              | 23        | Tué le 25 mai 1917                        | [ 53 ]  |
| Gabriel Guérin†          | 23        | Mort d'un accident le 1er août 1918       | [ 54 ]  |
| Marcel Haegelen          | 22        |                                           | [ 55 ]  |
| Alfred Heurtaux          | 21        |                                           | [ 56 ]  |
| Pierre Marinovitch       | 21        |                                           | [ 57 ]  |
| Albert Deullin           | 20        |                                           | [ 58 ]  |
| Jacques Ehrlich          | 19        |                                           | [ 59 ]  |
| Henry Hay de Slade       | 19        |                                           | [ 60 ]  |
| Bernard Barny de Romanet | 18        |                                           | [ 61 ]  |
| Jean Chaput†             | 16        | Tué le 6 mai 1918                         | [ 62 ]  |
| Pavel Argueïev           | 15        |                                           | [ 63 ]  |
| Armand de Turenne        | 15        |                                           | [ 64 ]  |

### As duCommonwealth

#### As britanniques

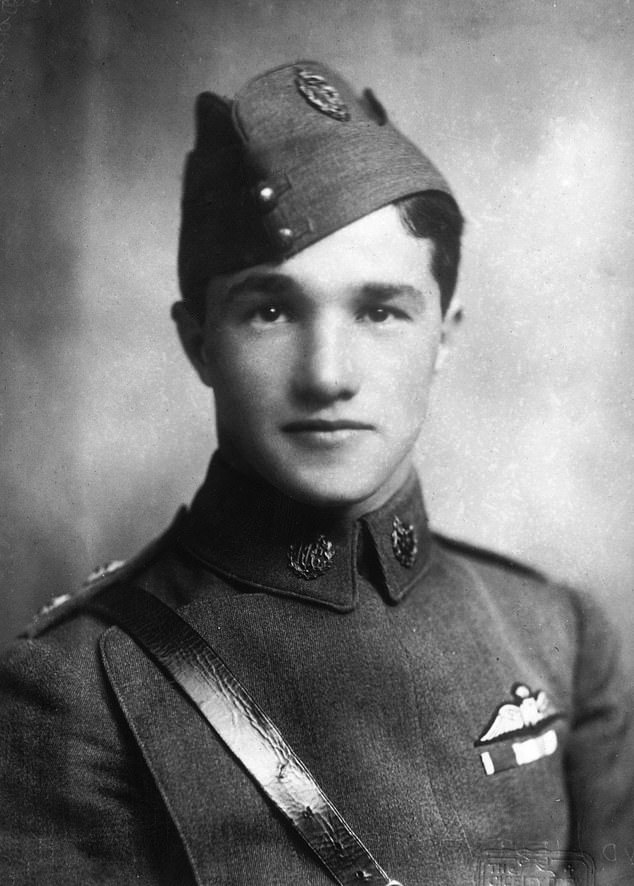
Albert Ball, le premier pilote de guerre britannique célèbre. Il a été tué en 1917, à l'âge de 20 ans.

Note : NH = non homologuée
| Grade      | Nom                     | Victoires  | Unité aérienne     |
| ---------- | ----------------------- | ---------- | ------------------ |
| Major      | James McCudden          | 57         | Royal Flying Corps |
| Major      | Edward « Mick » Mannock | 50 + 11 NH | Royal Flying Corps |
| Captain    | George McElroy          | 47         | Royal Flying Corps |
| Captain    | Albert Ball             | 44         | Royal Flying Corps |
| Captain    | Philip F. Fullard       | 40         | Royal Flying Corps |
| Lieutenant | Arthur Rhys-Davids      | 25         | Royal Flying Corps |

#### As australiens
La liste suivante ne reprend que les dix meilleurs as australiens de la liste complète.
| Nom du pilote                | Unités                                                                             | Victoires | Remarques                                                                                               | Sources |
| ---------------------------- | ---------------------------------------------------------------------------------- | --------- | --- | ------- |
| Robert Alexander Little†     | No. 1 Naval Wing, No. 8 Squadron RNAS, No. 203 Squadron RAF                        | 47        | Tué le 27 mai 1918                                                                                      |         |
| Roderic Stanley Dallas†      | No. 1 Naval Wing, No. 1 Squadron RNAS, No. 40 Squadron RAF                         | 39        | Tué le 1er juin 1918                                                                                    | [ 65 ]  |
| Arthur Henry Cobby           | No. 4 Squadron AFC                                                                 | 29        | | [ 65 ]  |
| Elwyn Roy King               | No. 4 Squadron AFC                                                                 | 26        | | [ 65 ]  |
| Alexander Augustus Pentland  | No. 16 Squadron RFC, No. 29 Squadron RFC, No. 19 Squadron RFC, No. 87 Squadron RAF | 23        | | [ 65 ]  |
| Edgar McCloughry             | No. 23 Squadron RFC, No. 4 Squadron AFC                                            | 21        | | [ 65 ]  |
| Richard Pearman Minifie (en) | No. 1 Naval Wing, No. 1 Squadron RNAS                                              | 21        | | [ 65 ]  |
| Edgar Charles Johnston (en)  | No. 24 Squadron RFC, No. 88 Squadron RAF                                           | 20        | | [ 65 ]  |
| Andrew King Cowper (en)      | No. 24 Squadron RAF                                                                | 19        | | [ 65 ]  |
| Cedric Ernest Howell         | No. 45 Squadron RAF                                                                | 19        | Tué dans un accident le 10 décembre 1919 à Corfou, lors d'une course entre l'Angleterre et l'Australie. | [ 65 ]  |

#### As canadiens
La liste suivante ne reprend que les dix meilleurs as canadiens de la liste complète.
| Nom du pilote                | Victoires | Remarques                                                                           | Sources |
| ---------------------------- | --------- | ----------------------------------------------------------------------------------- | ------- |
| Billy Bishop                 | 72        | Avec ses 72 victoires confirmées, Bishop est le meilleur as de l'Empire britannique | [ 66 ]  |
| Raymond Collishaw            | 60        |                                                                                     | [ 67 ]  |
| Donald MacLaren              | 54        |                                                                                     | [ 68 ]  |
| William George Barker        | 50        | Tué dans un accident d'avion en 1930                                                | [ 69 ]  |
| Alfred Atkey                 | 38        |                                                                                     | [ 70 ]  |
| William Gordon Claxton (en)  | 37        |                                                                                     | [ 71 ]  |
| Joseph Fall (en)             | 36        |                                                                                     | [ 72 ]  |
| Frederick McCall (en)        | 35        |                                                                                     | [ 73 ]  |
| Francis Granger Quigley (en) | 33        |                                                                                     | [ 74 ]  |
| Andrew Edward McKeever (en)  | 31        | Tué dans un accident de voiture le 3 septembre 1919, à 25 ans.                      | [ 75 ]  |

#### As sud-africains
La liste suivant reprend les as sud-africains. 
| Nom du pilote              | Victoires | Remarques                                              | Sources |
| Andrew Beauchamp-Proctor   | 54        |                                                        | [ 76 ]  |
| Douglas John Bell (en)     | 20        |                                                        | [ 77 ]  |
| Quintin Brand (en)         | 17        |                                                        |         |
| Horace Barton (en)         | 19        |                                                        | [ 78 ]  |
| Edgar O. Amm (en)          | 10        |                                                        | [ 79 ]  |
| Hector Daniel (en)         | 9         |                                                        | [ 80 ]  |
| Gerald Frank Anderson (en) | 8         |                                                        | [ 81 ]  |
| D'Urban Armstrong (en)     | 5         | Mort lors d'une acrobatie aérienne le 13 novembre 1918 | [ 82 ]  |

#### As néo-zélandais
La liste suivante ne reprend que les dix meilleurs as néo-zélandais de la liste complète.
| Nom du pilote                 | Force aérienne                                                   | Victoires | Remarques | Sources |
| ----------------------------- | ---------------------------------------------------------------- | --------- | --- | ------- |
| Keith Caldwell                | Royal Flying Corps, Royal Air Force, Royal New Zealand Air Force | 25        | Devenu Air Commodore dans la RNZAF. | [ 83 ]  |
| Keith Park                    | Royal Flying Corps, Royal Air Force                              | 20        | Devenu Air Chief Marshal, il a été un commandant crucial dans la bataille d'Angleterre.                                                                                  | [ 84 ]  |
| Ronald Bannerman (en)         | Royal Flying Corps, Royal Air Force                              | 17        | Devenu Air Commodore. | [ 85 ]  |
| Arthur Coningham              | Royal Flying Corps, Royal Air Force                              | 14        | Devenu Air Marshal dans la RAF. Pionnier de l'appui aérien rapproché. | [ 86 ]  |
| Herbert Gilles Watson (en)    | Australian Flying Corps                                          | 14        | Néo-Zélandais le plus victorieux de l'AFC. | [ 87 ]  |
| Clive Franklyn Collett (en)†  | Royal Flying Corps, Royal Air Force                              | 12        | Premier pilote militaire du service britannique à sauter en parachute d'un avion en janvier 1917. Tué le 23 décembre 1917 dans un accident d'avion en Écosse.            | [ 88 ]  |
| Harold Beamish (en)           | Royal Naval Air Service, Royal Air Force                         | 11        | Néo-Zélandais ayant obtenu le meilleur score dans le RNAS. | [ 89 ]  |
| Malcolm C. McGregor           | Royal Flying Corps, Royal Air Force                              | 11        | | [ 90 ]  |
| Frederick Stanley Gordon (en) | Royal Flying Corps, Royal Air Force                              | 9         | | [ 91 ]  |
| Herbert Drewitt (en)          | Royal Flying Corps, Royal Air Force                              | 7         | A obtenu une Distinguished Flying Cross pour des actions de mitraillage de tranchées. Drewitt était l'un des rares pilotes du Commonwealth à piloter des SPADs français. | [ 92 ]  |

#### As indiens
| Grade         | Nom           | Victoires | Unité aérienne     | Remarques              |
| ------------- | ------------- | --------- | ------------------ | ---------------------- |
| 2d Lieutenant | Indra Lal Roy | 10        | Royal Flying Corps | Tué le 18 juillet 1918 |

### As américains

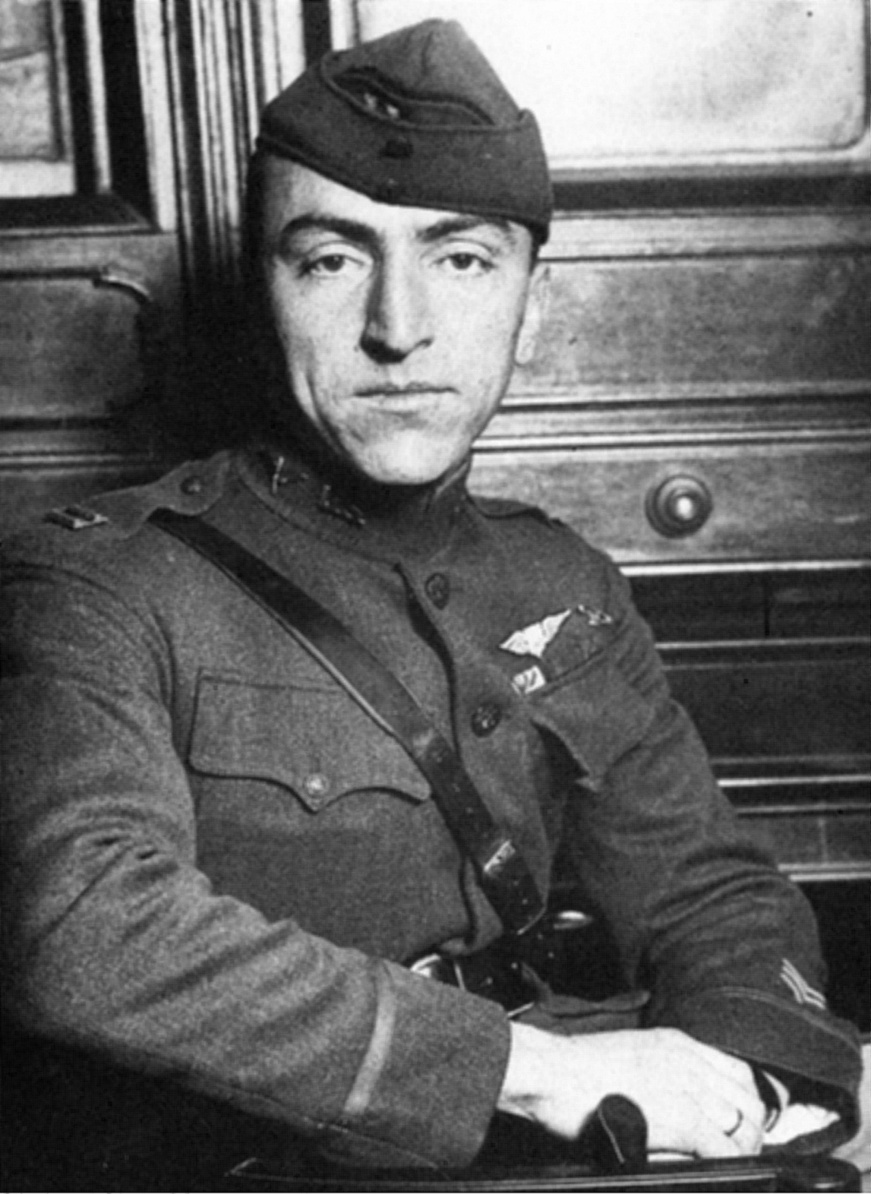
Edward Vernon Rickenbacker, premier as américain avec 26 victoires, dont trois partagées.

La liste suivante ne reprend que les vingt meilleurs as américains de la liste complète. Certains pilotes, au début de la guerre, ont servi pour la France (Aviation Française) ou l'Empire britannique (Royal Air Force).
| Nom du pilote               | Victoires | Remarques                | Unités                                   | Sources |
| Edward Vernon Rickenbacker  | 26        |                          | US Army Air Service                      | [ 93 ]  |
| Francis W. Gillet           | 20        |                          | Royal Air Force                          | [ 94 ]  |
| Wilfred Beaver (en)         | 19        |                          | Royal Air Force                          | [ 95 ]  |
| Harold Albert Kullberg (en) | 19        |                          | Royal Air Force                          | [ 96 ]  |
| William Carpenter Lambert   | 18        |                          | Royal Air Force                          | [ 97 ]  |
| Frank Luke†                 | 18        | Tué le 29 septembre 1918 | Royal Air Force - US Army Air Service    | [ 98 ]  |
| August Thayer Jaccaci (en)  | 17        |                          | Royal Air Force                          | [ 99 ]  |
| Paul Thayer Iaccaci (en)    | 17        |                          | Royal Air Force                          | [ 100 ] |
| Eugene Seeley Coler (en)    | 16        |                          | Royal Air Force                          | [ 101 ] |
| Raoul Gervais Lufbery†      | 16        | Tué le 19 mai 1918       | Aviation Française - US Army Air Service | [ 102 ] |

### As italiens

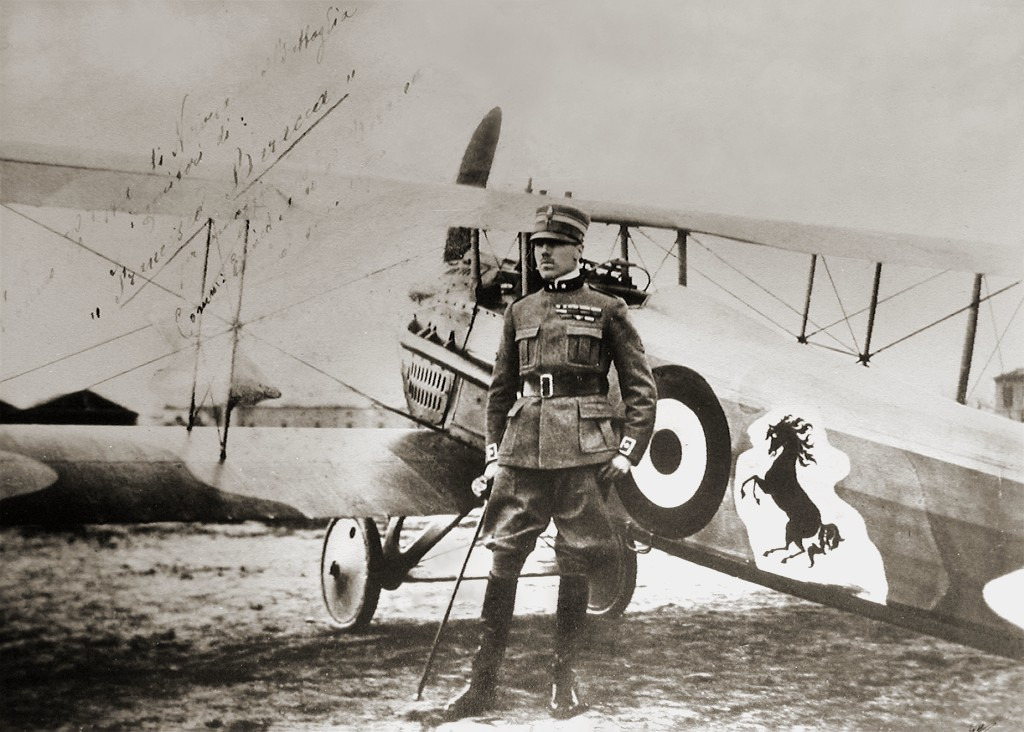
Francesco Baracca, le meilleur pilote de chasse italien de la Première Guerre mondiale. Il mourut à l'âge de 30 ans tué au combat.

La liste suivante ne reprend que les dix meilleurs as italiens de la liste complète.
| Nom du pilote            | Victoires | Remarques               | Sources |
| ------------------------ | --------- | ----------------------- | ------- |
| Francesco Baracca†       | 34        | Tué le 19 juin 1918.    | [ 103 ] |
| Silvio Scaroni           | 26        |                         | [ 104 ] |
| Pier Ruggero Piccio      | 24        |                         | [ 105 ] |
| Flavio Baracchini (en)   | 21        |                         | [ 106 ] |
| Fulco Ruffo di Calabria  | 20        |                         | [ 107 ] |
| Marziale Cerutti (en)    | 17        |                         | [ 108 ] |
| Ferruccio Ranza (en)     | 17        |                         | [ 109 ] |
| Luigi Olivari (en)†      | 12        | Tué le 13 octobre 1917. | [ 110 ] |
| Giovanni Ancillotto (en) | 11        |                         | [ 111 ] |
| Antonio Reali (en)       | 11        |                         | [ 112 ] |

### As russes
| Nom du pilote                       | Nom en cyrillique                        | Victoires | Remarques |
| Alexandre Kazakov                   | Казаков, Александр Александрович         | 20        | Kazakov s'engage dans les forces britanniques de l'intervention en Russie septentrionale en 1918-1919. Il meurt dans le crash (peut-être volontaire) de son avion le 3 août 1919. |
| Vassili Iantchenko                  | Янченко, Василий Иванович                | 16        | Iantchenko s'engage dans le camp des Russes blancs pendant la guerre civile, avant d'émigrer aux États-Unis dans les années 1920 et d'y finir sa vie. |
| Pavel Argueïev alias Paul d'Argueef | Аргеев, Павел Владимирович               | 15        | Argueïv (présent en France en 1914) s'engage dès le début de la guerre dans l'armée française et combat d'abord dans l'infanterie avant de passer à l'Aéronautique militaire. Il intègre ensuite l'armée russe en 1916 puis revient en France après le traité de Brest-Litovsk pour terminer la guerre. Il meurt en 1922 dans un accident aérien impliquant l'avion de ligne qu'il pilotait. |
| Ivan Smirnov                        | Смирнов, Иван Васильевич                 | 11        | Après la guerre, Smirnov est pilote pour les Russes blancs, la Royal Air Force, ou KLM. Durant la Seconde Guerre mondiale, il est pilote de chasse dans l'aviation militaire de l'armée royale des Indes néerlandaises et combat contre les Japonais. |
| Grigori Souk †                      | Сук, Григорий Эдуардович                 | 9         | Souk est tué dans un accident d'atterrissage le 28 novembre 1917. |
| Donat Makijonek                     | Макиёнок, Донат Адамович                 | 8         | Polonais d'origine, Makijonec s'engage après la Première Guerre mondiale dans l'armée de l'air de son pays pour combattre les Soviétiques. |
| Vladimir Strjijevski                | Стржижевский, Владимир Иванович          | 7         | |
| Ievgraf Krouten †                   | Крутень, Евграф Николаевич               | 7         | Tué dans un accident au-dessus de son aérodrome le 6 juin 1917 (19 juin dans le calendrier grégorien). |
| Ivan Loïko                          | Лойко, Иван Александрович                | 6         | |
| Alexander P. de Seversky            | Алекса́ндр Никола́евич Проко́фьев-Се́верский | 6         | Après la révolution russe, Alexander de Seversky émigre aux États-Unis et devient un militant influent en faveur des doctrines de bombardement stratégique avant et pendant la Seconde Guerre mondiale. |
| Konstantin Vakoulovski (en)†        | Константи́н Константи́нович Вакуло́вский    | 6         | Tué dans un accident d'avion à une date indéterminée pendant l'été 1918 |

### As belges

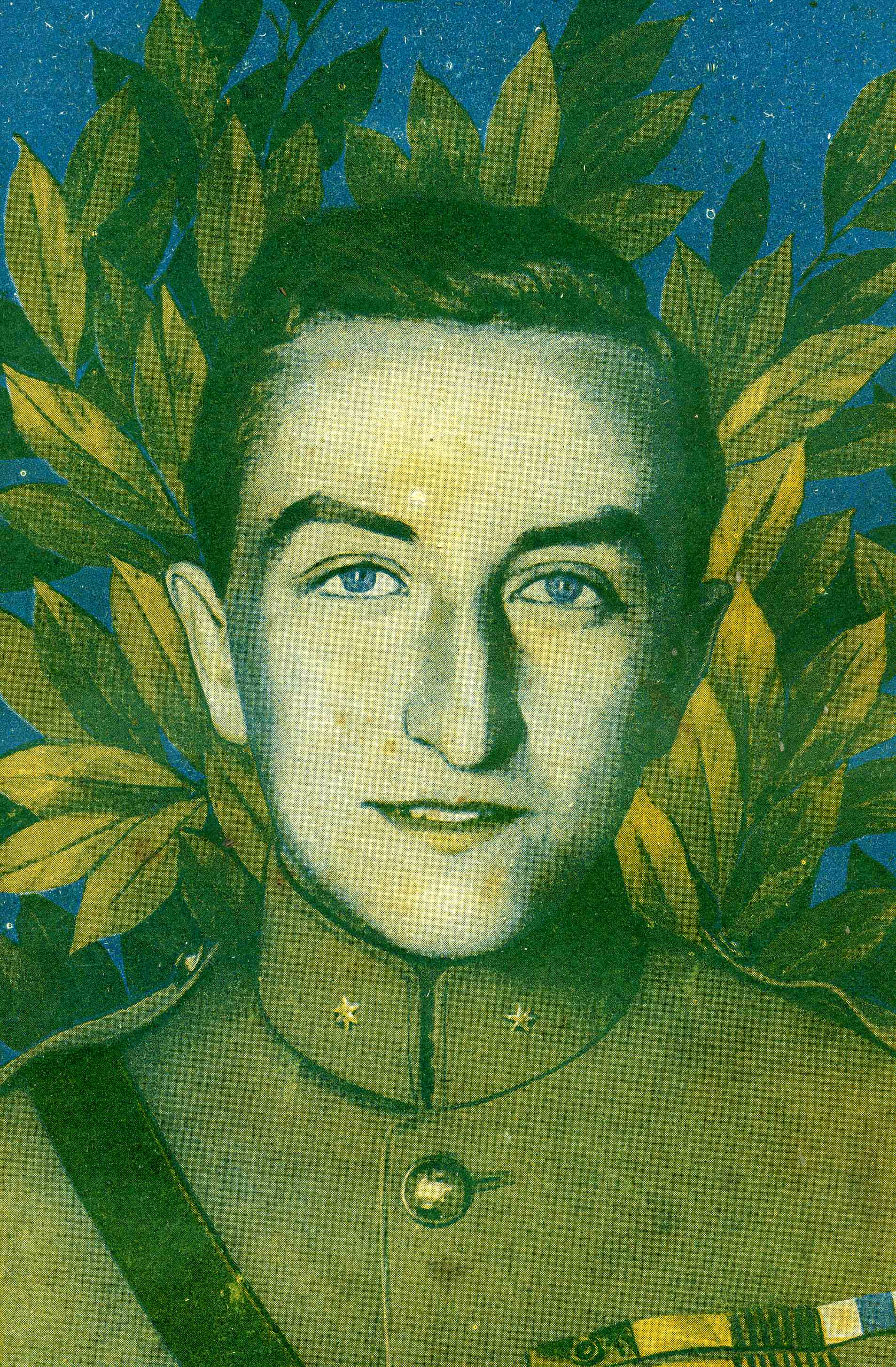
Willy Coppens en 1918.

La liste suivant reprend les cinq as belges.
| Nom du pilote         | Victoires                | Remarques                        | Sources |
| Willy Coppens         | 37 (+ 6 non confirmées)  | Surnommé le « tueur de Drachen » | [ 113 ] |
| André De Meulemeester | 11 (+ 19 non confirmées) |                                  | [ 114 ] |
| Edmond Thieffry       | 10 (+ 5 non confirmées)  |                                  | [ 115 ] |
| Fernand Jacquet       | 7 (+ 9 non confirmées)   |                                  | [ 116 ] |
| Jan Olieslagers       | 6 (+ 16 non confirmées)  |                                  | [ 117 ] |

Noter que le sergent Adolphe du Bois d'Aische (6 victoires), bien que d'origine belge, a acquis la nationalité française pendant la guerre, et combat dans une escadrille française.

#### Afrique du Sud
- (en) Christopher F. Shores, Norman L. R. Franks et Russell Guest, Above the trenches: a complete record of the fighter aces and units ofthe British Empire Air Forces 1915-1920, Grub Street Publ, 1990 (ISBN 978-0-948817-19-9).

#### Allemagne
- (en) Norman L. R Franks, Frank W Bailey et Russell Guest, Above the lines: the aces and fighter units of the German Air Service, Naval Air Service and Flanders Marine Corps, 1914-1918, Grub Street, 1998 (ISBN 978-0-948817-73-1, OCLC 472550995, lire en ligne).

#### Autriche-Hongrie
- (de) Thomas Albrich et Nikolaus Hagen, Österreich-Ungarns Fliegerasse im Ersten Weltkrieg 1914–1918, Innsbruck, Universitätsverlag Wagner, 2019 (ISBN 978-3-7030-0997-6).
- (en) Norman Franks, Russel Guest et Gregory Alegi, Above the War Fronts: The British Two-seater Bomber Pilot and Observer Aces, the British Two-seater Fighter Observer Aces, and the Belgian, Italian, Austro-Hungarian and Russian Fighter Aces, 1914–1918, Grub Street, 1997 (ISBN 978-1-898697-56-5).
- (en) Martin O'Connor, Air Aces of the Austro-Hungarian Empire, 1914-1918, Paladin Press, 1986 (ISBN 978-1-891268-06-9).

#### Australie
- (en) Dennis Newton, Australian Air Aces: Australian Fighter Pilots in Combat, Fyshwick, Aerospace Publications, 1996 (ISBN 1-875671-25-0)

#### Belgique
- (en) Walter M. Pieters, Above Flanders' Fields: A Complete Record of the Belgian Fighter Pilots and Their Units During the Great War, 1914-1918, Grub Street, 1998 (ISBN 978-1-898697-83-1, lire en ligne).

#### France
- (en) Norman L. R Franks et Frank W Bailey, Over the front: a complete record of the fighter aces and units of the United States and French Air Services, 1914-1918, Grub Street, 1992 (ISBN 978-0-948817-54-0, OCLC 28223455, lire en ligne).

#### Italie
- (en) Norman Franks, Russell F. Guest et Gregory Alegi, Above the War Fronts: The British Two-seater Bomber Pilot and Observer Aces, the British Two-seater Fighter Observer Aces, and the Belgian, Italian, Austro-Hungarian and Russian Fighter Aces, 1914–1918, London, UK, Grub Street, 1997 (ISBN 978-1-898697-56-5)
- (en) Paolo Varriale, Italian Aces of World War 1, Osprey Pub., 2009 (ISBN 978-1-84603-426-8, OCLC 929807060, lire en ligne)